# Copley (Durham)
Copley – wieś w Anglii, w hrabstwie Durham. Leży 26 km na południowy zachód od miasta Durham i 365 km na północ od Londynu.